# Société nationale d'électricité du Sénégal
La Société nationale d'électricité du Sénégal (Senelec) est une société anonyme à capitaux publics majoritaires, concessionnaire de la production, du transport, de la distribution et de la vente de l’énergie électrique au Sénégal.

## Histoire
La société est créée après la nationalisation et fusion des deux entreprises de production, transport et de distribution d'électricité en 1983: Société sénégalaise de distribution d’énergie électrique et Électricité du Sénégal, EDS.
En février 1999, Hydro-Québec International, filiale de la société publique québécoise Hydro-Québec et la française Elyo, filiale du Groupe Suez Lyonnaise des Eaux entrent au capital, dans une transaction de 39,1 milliards de francs CFA pour le rachat de 34% des actions de la SENELEC. 
Les deux partenaires se retirent l'année suivante en raison d'un différend entre l'état sénégalais et les deux investisseurs internationaux au sujet des orientations stratégiques de l'entreprise.

## Activités
Son siège social se trouve à Dakar.

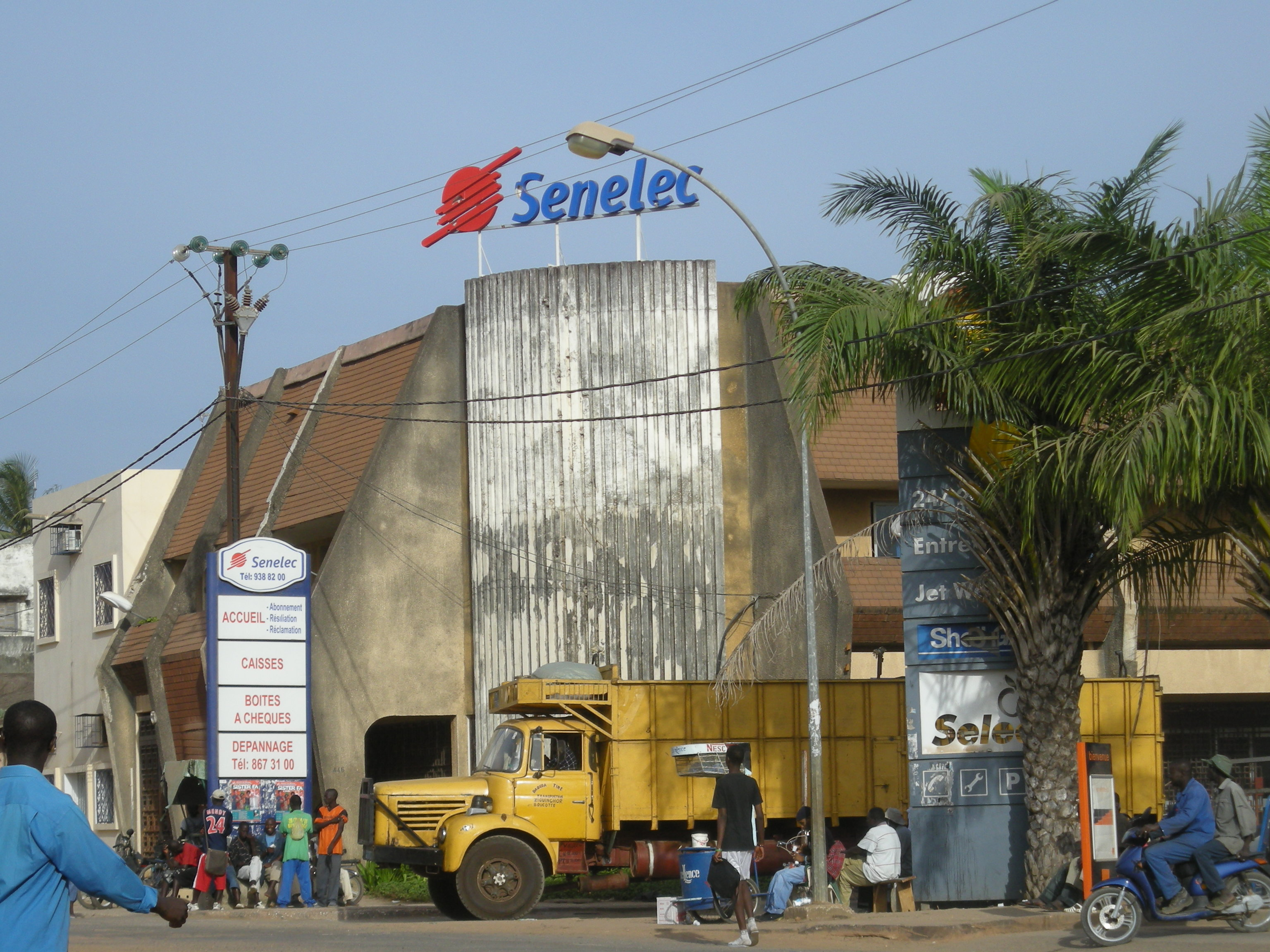
Senelec à Ziguinchor

Le classement des 500 meilleures entreprises africainessitue la société à la 244e place en 2007 (contre 233e l'année précédente). C'est la cinquième entreprise sénégalaise dans ce palmarès annuel.
La Senelec s'occupe de l'électrification en milieu urbain, qui reste rentable de par la concentration des usagers, tandis que l'électrification rurale est déléguée à l'Agence Sénégalaise de l’Électrification Rurale (ASER). Elle participe aussi au développement de l'énergie solaire photovoltaïque avec des projets comme Senergy 2 (de), financé par GreenWish Partners à Bokhol.
Elle est membre du Système d’échanges d’énergie électrique ouest africain, EEEOA.